# Sérou
Sérou ist ein Arrondissement im Département Donga im westafrikanischen Staat Benin. Es ist eine Verwaltungseinheit, die der Gerichtsbarkeit der Kommune Djougou untersteht.

## Demografie und Verwaltung
Gemäß der Volkszählung 2013 des beninischen Statistikamtes INSAE hatte das Arrondissement 15.362 Einwohner, davon waren 7705 männlich und 7657 weiblich.
Von den 122 Dörfern und Quartieren der Kommune Djougou entfallen neun auf Sérou:
1. Alfa kpara
2. Bouloum
3. Boumvari
4. Déwa
5. Kpali
6. Minanga
7. Nagatchohi
8. Paparanga
9. Sérou